# Sotir Kuneshka
Sotir Kuneshka (ur. 15 lipca 1912 w Boboshticë, zm. 1991) – albański fizyk, profesor na Uniwersytecie Tirańskim.

## Życiorys
W roku 1935 ukończył naukę w Liceum w Korczy. Mimo bardzo dobrych wyników w nauce, nie otrzymał stypendium potrzebnego do kontynuowania studiów, jednak jego ojciec, mimo nie najlepszej sytuacji finansowej, wysłał go na studia do Paryża. Kuneshka zapisał się tam na Wydział Nauki Uniwersytetu Paryskiego, który ukończył po trzech latach. Ze względu na jego sukcesy w nauce we Francji, albańskie Ministerstwo Edukacji przyznało mu pół stypendium, polepszając jego sytuację ekonomiczną.

### Służba wojskowa we włoskiej armii
W latach 1937–1940 pracował jako nauczyciel fizyki i chemii w liceum w Korczy. Musiał porzucić pracę, ponieważ nie odbył służby wojskowej. Został wysłany do szkoły artylerii w Pesaro, którą ukończył w stopniu podporucznika. Mimo jego próśb, nie zezwolono mu na powrót do będącej w tym czasie protektoratem, Albanii. 

### Porzucenie służby wojskowej i działalność od 1944 roku
Na początku 1944 roku porzucił służbę wojskową i przedostał się do Bari, by przygotować się na powrót do Albanii. W Bari zarabiał na życie, udzielając korepetycji. Tak było do października 1944, kiedy to albańscy partyzanci przetransportowali go do Albanii.
Pod koniec 1944 roku wznowiono działalność liceum w Korczy. Tam Sotir Kuneshka objął stanowisko wicedyrektora, które obejmował do lutego 1945. Został wtedy powołany do Ministerstwa Oświaty, gdzie jego zadaniem było m.in. przywrócenie systemu edukacji w Albanii. W 1948 został profesorem fizyki na nowo otwartym Instytucie Pedagogicznego w Tiranie (otwarcie tej szkoły oznaczało początek kształtowania się szkolnictwa wyższego w Albanii), gdzie już rok później został dyrektorem i tę funkcję pełnił do 1957 roku. Przeszedł wtedy do Uniwersytetu Tirańskiego, gdzie powierzono mu funkcję dziekana Wydziału Nauk Przyrodniczych. Rok później zrezygnował z tej funkcji i przeszedł na kierownictwo Wydziału Fizyki, gdzie pracował do 1982 roku.
W 1986 roku przeszedł na emeryturę.

## Upamiętnienia
W 1999 roku został pośmiertnie nagrodzony tytułem Honorowego Obywatela Miasta Korcza.